# 730M
730M (PESA 730M) — трёхвагонный дизель-поезд с гидравлической передачей производства польской компании «PESA Bydgoszcz SA». Выпускался в трёх вариантах — 730M-10 и 731M для Белорусской железной дороги, где получил обозначение ДП3 (Дизель-Поезд, трёхвагонный), и для Литовских железных дорог (модификация 730ML с уменьшенным количеством дверей). Всего по состоянию на конец 2016 года было выпущено 14 поездов — три состава модели 730M и четыре состава модели 731M (ДП3) для Беларуси  и семь составов модели 730ML для Литвы.
В некоторых ранних источниках может упоминаться как 640M (возможно, это первоначальный вариант обозначения серии 730M, который по неизвестным причинам не был утверждён).

## История создания и производства

### Производство и модификации

#### 730M-10 и 731M (ДП3)
В 2013 году Белорусская железная дорога (БЧ) заказала компании PESA производство и поставку новых трёхвагонных дизель-поездов. За основу конструкции для нового типа были взяты двухвагонные дизель-поезда 630M последнего выпуска номеров 004—006. Эти поезда начали создаваться в конце 2012 года по заказу Литовских железных дорог, а первый из них был построен весной 2013 года. Поезда были разработаны в соответствии с европейскими стандартами безопасности по технической спецификации TSI, и их отличительной особенностью в сравнении с предшественниками, включая поезда 630M более раннего выпуска, была обновлённая наклонная форма кабины машиниста с ударопоглощающими элементами (крэш-системой) в нижней части для защиты поезда и пассажиров от удара на случай столкновения с препятствием. Новые трёхвагонные дизель-поезда 730M и одновагонные автомотрисы 611M для РЖД также разрабатывались в соответствии с европейскими стандартами безопасности TSI и оснащались кабиной несколько видоизменённой формы, оборудованной выступающими буферами и также оснащённой крэш-системой доработанной конструкции. Проведения корректировки нормативной базы Белорусских железных дорог под данный подвижной состав не потребовалось.
В ноябре 2013 года был изготовлен первый поезд. Работы над ним завершились в январе 2014 года; в этом же году этот состав, поучивший обозначение ДП3-001) прибыл в Белоруссию. Второй и третий поезда были построены в марте 2014 года.
В начале 2016 года БЧ решила приобрести у PESA партию поездов обновлённой модификации 731M, отличающейся от 730M отсутствием одной пары дверей в промежуточном вагоне, что позволило увеличить число сидячих мест в пространстве напротив неё. Первоначальный план предусматривал приобретение восьми поездов типа в два этапа — четыре в 2016 и четыре в 2017 году, однако в конечном итоге было заказано только четыре поезда, которые были изготовлены к концу 2016 года и в начале 2017 года прибыли в Беларусь.

#### 730ML
В конце 2015 года руководство Литовских железных дорог (LG) решило приобрести новые дизель-поезда для замены устаревших тяжёлых ДР1 на межрегиональном сообщении и заказало у PESA партию из семи поездов PESA 730M. Поезда для Литвы конструктивно отличались от базовой модели 730M для Белоруссии отсутствием одной пары дверей с каждой стороны у промежуточного вагона, как и у 731M, с увеличением в нём за счёт этого количества сидячих мест на пять.
Также эти поезда имели отличную от белорусских серо-красную окраску, цветовое оформление салона в тёмных серых тонах и места 1 класса. Эти поезда получили обозначение 730ML (L — Литва) и имели собственную отдельную от Белорусских поездов нумерацию.
В течение 2016 года было изготовлено семь поездов серии. Все они были отправлены в Литву и поступили в эксплуатацию оператором LG.

### Перспективы
Весной 2017 года дизель-поездами 730M заинтересовалось руководство Украинских железных дорог. Перевозчиком был объявлен конкурс на поставку шести трёхвагонных дизель-поездов регионального сообщения, в котором наряду с моделью 730M от PESA принял участие украинский дизель-поезд ДПКр2 производства Крюковского вагоностротельного завода. В ходе сравнения обеих моделей представители Укрзализницы склонялись к выбору поездов 730M по причине того, что в них силовые установки расположены только в головных вагонах, что упрощает их обслуживание и снижает расходы в эксплуатации, в то время как в ДПКр2 двигатели менее мощные и имеются во всех вагонах, включая промежуточный. Однако по состоянию на конец 2017 года вопрос о поставке поездов окончательно не решён.

## Общие сведения
Дизель-поезд 730M предназначен для пригородных и региональных пассажирских перевозок на неэлектрифицированных участках железных дорог колеи 1520 мм, оборудованных низкими платформами. Он имеет раздельный уровень пола в салоне с низким полом посередине в зоне входа для удобства посадки пассажиров с низких платформ. Существует три модификации — базовая модель 730M-10 для Беларуси двумя парами дверей с каждой стороны у промежуточного вагона, модель 731M для Беларуси и 730ML для Литвы с одной парой дверей в промежуточном вагоне.

### Составность

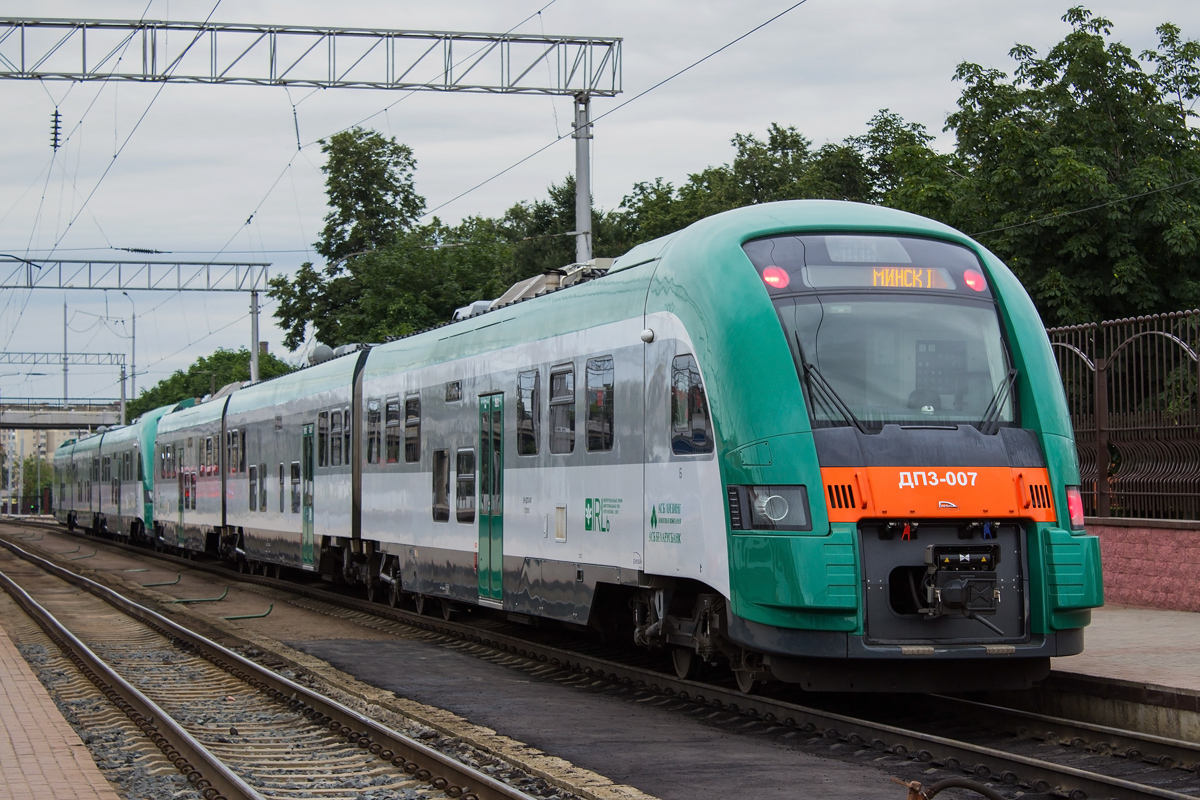
Спарка дизель-поездов ДП3-007 и 005 модели 731M на станции Минск-Пассажирский

Поезд состоит из трёх вагонов — двух моторных головных (Мг) и одного прицепного промежуточного (Пп). Возможна эксплуатация двух дизель-поездов в одном составе по системе многих единиц.

### Нумерация и маркировка
Составы 730M-10, 731M и 730ML получают нумерацию трёхзначного написания, начиная с 001; каждая модель (в отличие от серии 620M) имеет свою отдельную нумерацию. При этом поезда 731M в рамках обозначения ДП3 продолжили нумерацию поездов 730M-10, однако в пределах модели получили собственные (заводские) номера, начиная с 001, не обозначаемые снаружи на вагонах.
Обозначение и номер поезда изначально наносилась на лобовой части поезда под стеклом выше уровня буферных фонарей в формате 730M(L)-XXX (где XXX — номер поезда). У белорусских поездов помимо основной маркировки чуть ниже на уровне красной полосы была также нанесена маркировка с обозначением серии в пределах белорусских дорог и тем же номером в формате ДП3-XXX, таким образом поезда некоторое время имели двойную маркировку, но впоследствии существовавшая изначально заводская маркировка 730M-XXX была закрашена. У поездов 731M их модельная маркировка не наносилась. Аналогичная маркировка наносилась и на боковых стенках вагонов без обозначения номера вагона: у белорусских поездов сбоку также префиксом обозначалось наименование дороги в формате БЧ ДП3-XXX. Информация о нумерации отдельных вагонов в составе поездов на данный момент неизвестна. Также под боковыми стёклами кабин машиниста Белорусских поездов наносилась маркировка с обозначением буквы кабины — А или Б.

### Технические характеристики
Основные параметры дизель-поездов 730M:
| Параметр                                   | Параметр                                   | Состав (3 вагона)                                  | Вагон     | Вагон                        |
| Параметр                                   | Параметр                                   | Состав (3 вагона)                                  | головной  | промежуточный                |
| Осевая формула                             | Осевая формула                             |                                                    | 20-2      | 2-2                          |
| Количество дверей                          | 730M-10                                    | 2×4                                                | 2×1       | 2×2                          |
| Количество дверей                          | 730ML, 731M                                | 2×3                                                | 2×1       | 2×1                          |
| Размеры                                    |                                            |                                                    |           |                              |
| Габарит                                    | Габарит                                    | 1-Т                                                | 1-Т       | 1-Т                          |
| Общие размеры, мм                          | Длина по осям автосцепок                   | 69 350                                             | ?         | ?                            |
| Общие размеры, мм                          | Ширина кузова                              | 3200                                               | 3200      | 3200                         |
| Общие размеры, мм                          | Высота крыши от рельс                      | 4500                                               | 4500      | 4500                         |
| Общие размеры, мм                          | Высота пола минимальная                    | 600                                                | 600       | 600                          |
| Ходовая часть, мм                          | Шкворневая база вагона                     |                                                    | 16 300    | 16 300                       |
| Ходовая часть, мм                          | Диаметр новых колёс                        | 850                                                | 850       | 850                          |
| Ходовая часть, мм                          | Ширина колеи                               | 1520                                               | 1520      | 1520                         |
| Ходовая часть, мм                          | Минимальный радиус проходимых кривых       | 90*103                                             | 90*103    | 90*103                       |
| Весовые показатели                         |                                            |                                                    |           |                              |
| Масса, т                                   | тары                                       | 142                                                | ?         | ?                            |
| Масса, т                                   | рабочая                                    | 144                                                | ?         | ?                            |
| Масса, т                                   | расчётная с пассажирами                    | 167                                                | ?         | ?                            |
| Максимальная нагрузка от оси на рельсы, тс | Максимальная нагрузка от оси на рельсы, тс | 18,35                                              | 18,35     | 18,35                        |
| Пассажировместимость                       |                                            |                                                    |           |                              |
| Число сидячих мест                         | 730M-10                                    | 157 (145 обычных, 12 откидных)                     | 52        | 53 (41 обычное, 12 откидных) |
| Число сидячих мест                         | 730ML                                      | 162 (16 1-го класса, 134 2-го класса, 12 откидных) | 52        | 58 (46 обычных, 12 откидных) |
| Тягово-энергетические характеристики       |                                            |                                                    |           |                              |
| Мощность дизеля, кВт (л.c.)                | Мощность дизеля, кВт (л.c.)                | 2×577 (2×779)                                      | 577 (779) | —                            |
| Ускорение среднее до 60 км/ч, м/с²         | Ускорение среднее до 60 км/ч, м/с²         | 0,49                                               | 0,49      | 0,49                         |
| Конструкционная скорость, км/ч             | Конструкционная скорость, км/ч             | 140                                                | 140       | 140                          |

## Конструкция

### Кузов

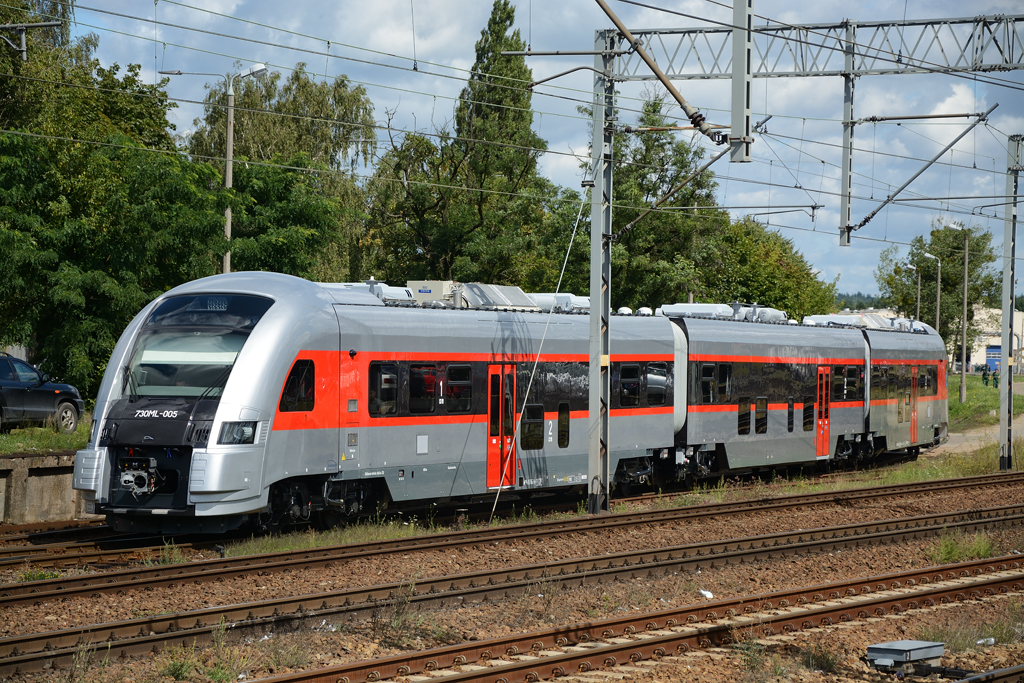
Дизель-поезд 730ML-005

Кузов вагонов дизель-поезда имеет закрытую несущую сварную конструкцию. Основные элементы кузова изготовлены из сталей марок S355J2 и 555W optima. Кузов головных вагонов спереди имеет плавную обтекаемую форму, крыша над кабиной машиниста выступает по высоте над крышей остальной части вагонов, на которой размещены климатические системы и антенны.
Окрас кузова поездов ДП3 и 730ML различается. Поезда, предназначенные для Беларуси, имеют окраску из зелёного и нескольких тонов серого цвета. В зелёный окрашиваются края лобовой части головных вагонов, переходящие в полосу по верху боковых стен, выступающая крыша над кабиной машиниста и двери; боковые стены за исключением уровня верхних окон имеют светло-серый цвет, на уровне верхних окон — серый, а внизу в низкопольной части между тележками — тёмно-серый. Лобовая часть поезда по ширине лобового стекла окрашивается в чёрный цвет с оранжевой полосой на уровне буферных фонарей. У поездов 730ML большая часть кузова окрашивается в светло-серый цвет за исключением красной полосы на уровне верхних окон и красных входных дверей, а лобовая часть по ширине лобового стекла — целиком в чёрный цвет.

#### Лобовая часть

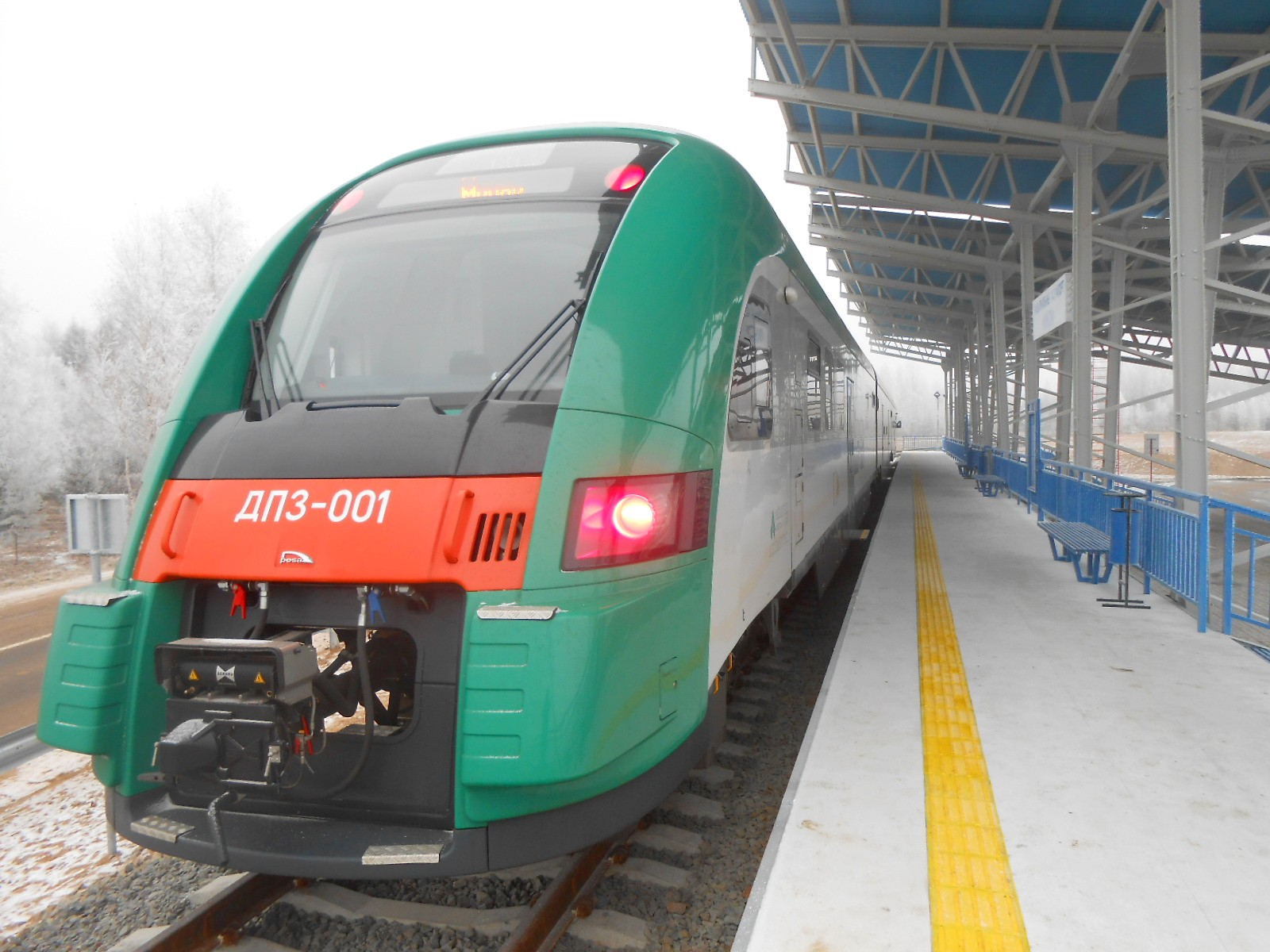
Лобовая часть поезда ДП3 (730M-10)

Лобовая часть головных вагонов поезда имеет гладкую наклонную форму с небольшим дугообразным изгибом назад и плавно переходит в крышу, переходы между лобовой частью и боковыми стенками также имеют плавные скруглённые обводы. В верхней зоне лобовой части встроено лобовое стекло кабины машиниста, над которым находится электронное табло-маршрутоуказатель с двумя верхними хвостовыми огнями по бокам и трапециевидный головной прожектор. Буферные фонари поезда с нижними красными хвостовыми огнями расположены в зоне изгиба на уровне между низом лобового стекла и автосцепкой по краям лобовой части, имеют прямоугольно-скруглённое сечение и утоплены в корпус. Все осветительные приборы поезда, включая прожектор, буферные фонари и хвостовые огни светодиодные.
В нижней зоне лобовой части над метельником имеется вырез, по центру которого расположена автосцепка с ударно-поглощающим аппаратом под вагоном, а по бокам от неё — два выступающих буфера. На вагонах установлена крэш-система, принимающая на себя основную энергию удара в случае столкновения поезда с препятствием для защиты пассажиров и бригады поезда от серьёзных травм и минимизации повреждений вагона. Автосцепка Шарфенберга с электроконтактной коробкой обеспечивает быстрое жёсткое сцепление двух составов и автоматическое соединение их пневматических магистралей и электрических цепей управления для возможности эксплуатации дизель-поезда по системе многих единиц, но в то же время требует переходника при необходимости сцепления с локомотивами или другими вагонами, оборудованными автосцепками СА-3.

#### Межвагонные переходы и сцепные устройства

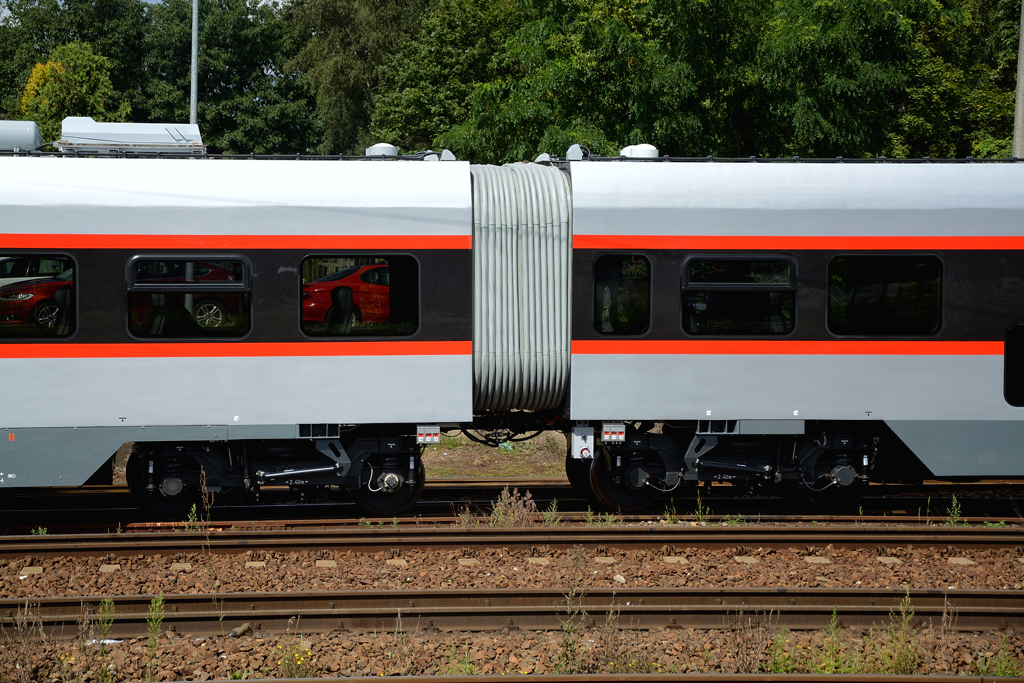
Межвагонный переход у поезда 730ML

Между вагонами установлены герметичные двухслойные переходы типа «гармошка», по объёму занимающие всё пространство между кузовами вагонов и обеспечивающие герметичную изоляцию салонов от холода и осадков. Сцепные устройства между вагонами расположены под межвагонными переходами.

#### Боковые стенки

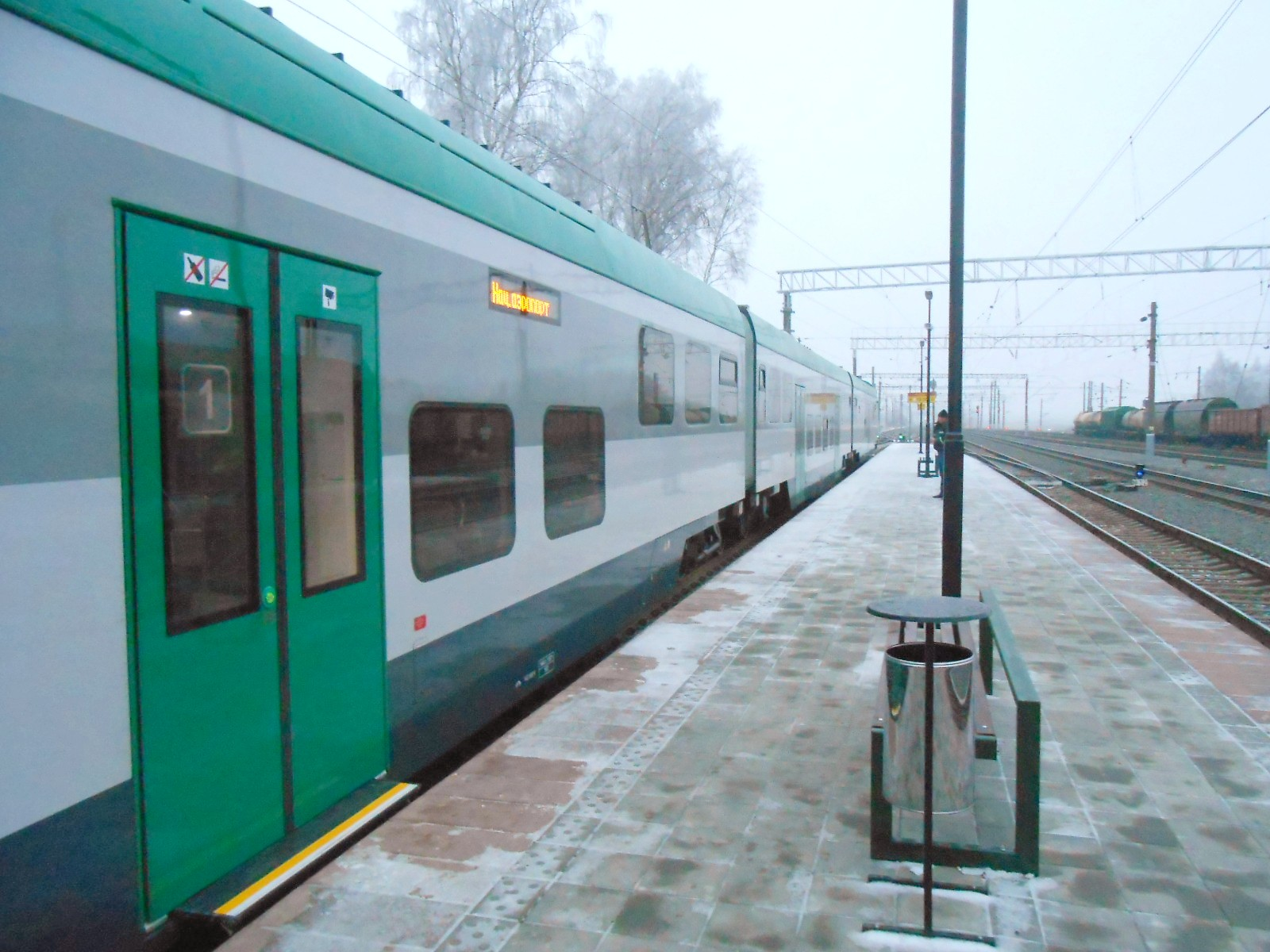
Боковая стенка поезда ДП3 (730M-10)

Боковые стенки вагонов гладкие и прямые с небольшими скруглёнными скатами перед крышей, по центру вагонов в зоне между тележками они имеют трапециевидное занижение. Головные вагоны по бокам напротив кабины машиниста имеют по одному окну с каждой стороны напротив неё и камеры заднего вида для контроля машинистом посадки пассажиров и закрытия дверей. По расположению боковых окон стенки разделены на три зоны — центральную с заниженным уровнем пола и окон и две крайних с более высоким стандартным уровнем пола и окон. Над двумя нижними окнами головных вагонов расположены электронные табло-маршрутоуказатели, часть окон имеет форточки.
У головных вагонов напротив салона в передней зоне и задней зоне имеется по три широких окна, а в центральной — дверной проём и два широких окна (у вагона с туалетом с правой стороны заднее окно напротив туалета — узкое). У промежуточных вагонов в передней зоне и задней зоне имеется по одному крайнему узкому и по два широких окна, в центральной зоне у поездов ДП3 модели 730M-10 имеется два дверных проёма по краям зоны и четыре широких окна между ними со стороны без туалета, а со стороны туалета напротив них — два широких окна по краям и одно узкое напротив туалетов. У промежуточных вагонов 730ML и 731M с каждой стороны отсутствует один из дверных проёмов, вместо которого устанавливается дополнительное широкое окно — со стороны туалета дверь присутствует справа, а со стороны без туалета — слева.

##### Двери
Каждый дверной проём оснащён двустворчатыми прислонно-сдвижными дверями с электроприводом, при открытии выступающими наружу и расходящимися вбок. Двери рассчитаны на посадку и высадку пассажиров с низких платформ высотой 200 и 500 мм. В верхней части каждой створки установлен стеклопакет с прямыми углами. Двери снабжены системой противозажатия пассажиров и датчиками контроля закрытия.
Двери могут открываться и закрываться машинистом как принудительно, так и переводиться им на остановках в режим готовности открытия по требованию, при котором их открывают сами пассажиры нажатием зелёной кнопки, расположенной на одной из дверных створок снаружи и изнутри. Для удобства посадки и высадки на платформы двери имеют выдвижные ступеньки, выдвигающиеся из-под кузова при открытии. Для пассажиров с ограниченными физическими возможностями или с колясками предусмотрены ручные трапы.
Служебные двери кабины машиниста у поезда отсутствуют, для входа локомотивной бригадой используются пассажирские двери с проходом через салон.

### Тележки и тормозное оборудование
Кузов каждого вагона опирается на две двухосные тележки через пневматические рессоры. В передней части головных вагонов установлена моторная тележка типа 5MSg, в задней части головных и у промежуточного вагона— безмоторная типа 11ASg. Моторная тележка 5MSg оснащена гидропередачами Voith типа КЕ485 и СК485 и шарнирным валом. Рама тележек имеет пространственную сварную конструкцию, которая состоит из двух лонжеронов и поперечной балки. Пневматические подушки и пружины тележек обеспечивают гашение вибраций для минимизации их воздействия на кузов и повышения комфорта пассажиров. Диаметр новых колёс поезда составляет 850 мм.
На тележках применены тормозные системы производства Knorr Bremse. Напротив колёс установлены дисковые тормоза с электропневматическим и пневматическим приводом которые в сравнении с колодочными позволяют минимизировать износ рабочей поверхности колёс. Стояночный пружинный тормоз имеет два зажимных механизма с фрикционными накладками и работает при помощи тормозных цилиндров — по одному на каждой колёсной паре. Для уменьшения износа колёсных пар тележки оборудованы гребнесмазывателями.

### Силовое и вспомогательное оборудование
На каждом моторном вагоне в передней части за кабиной машиниста установлен двенадцатицилиндровый четырёхтактный дизельный двигатель МАN D2842LE622 с трёхступенчатой гидропередачей Т212 фирмы Voith, передающей тяговое усилие на оси моторной передней тележки. Номинальная мощность двигателя составляет 577 кВт (779 л.с.), номинальная скорость вращения — 2100 оборотов в минуту, средний эксплуатационный КПД — 35 %, удельный расход топлива — 225 г/кВт•ч, удельный расход масла в соотношении к расходу топлива — 0,5 %.Для обогрева салона задействована тепловая энергия системы охлаждения двигателей, а для выработки электроэнергии собственных нужд применяется вспомогательный генератор.
На дизель-поезде установлены два комплекта никель-кадмиевых аккумуляторных батарей SRX. Внутри поезд и отсек двигателя контролируются противопожарной сигнализацией. Параметры работы, состояния устройств и дислокации поезда регистрируются системой Teloc HASLER.

### Интерьер

#### Пассажирский салон

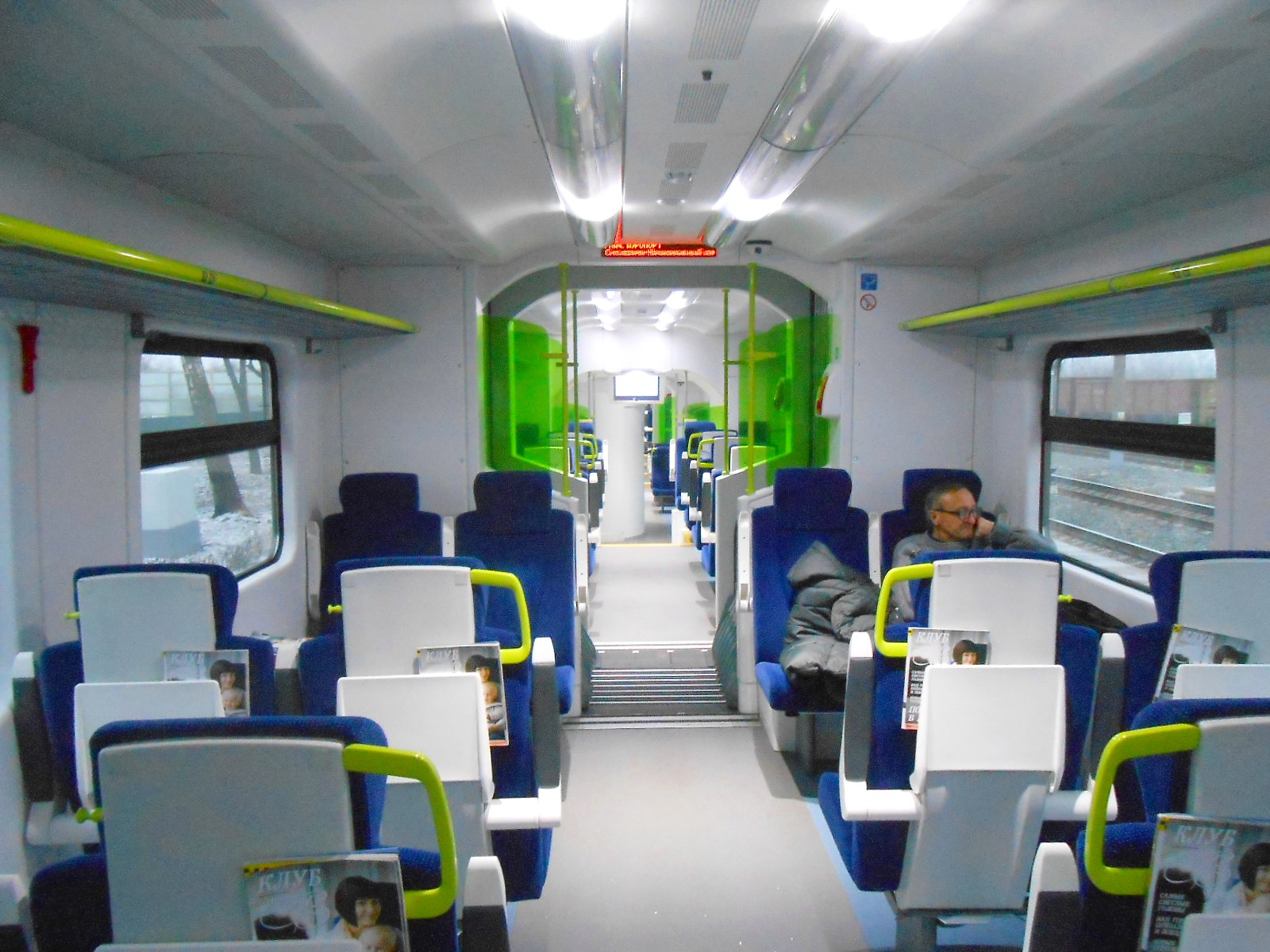
Салон поезда ДП3 (730M-10). Межвагонный переход

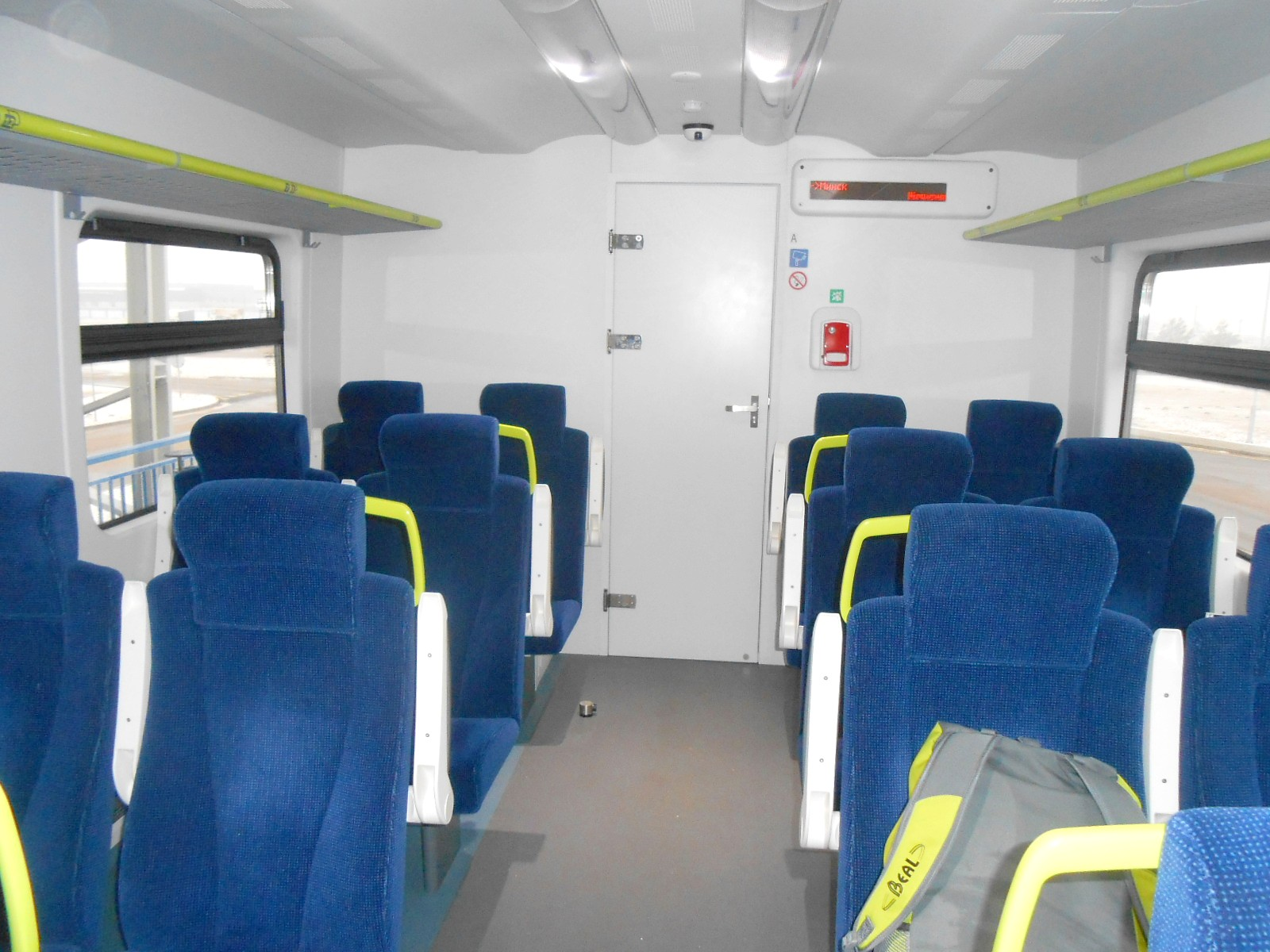
Салон поезда ДП3 (730M-10). Перегородка с дверью в кабину машиниста

Пассажирский салон каждого вагона разделён на три зоны — центральную низкопольную (высота пола 600 мм) со входными дверями и две крайних, расположенных на возвышениях над тележками. При переходе с низкопольной зоны на обычную имеется четыре ступеньки. Бо́льшую часть пространства пассажирского салона занимают сиденья, расположенные по бокам от центрального прохода по схеме 2+2 лицом вдоль направления движения. Сиденья, за исключением откидных, представляют собой мягкие кресла с индивидуальными регулировками положения спинки и подлокотников, большая их часть оснащена откидным столиком для пассажиров, сидящих в следующем ряду. В середине салона промежуточного вагона находятся откидные сиденья, обращённые поперёк салона спинками к стене и лицом к проходу напротив туалета.
В головных вагонах поезда 730M-10 имеется по 52 места. Эти вагоны несколько отличаются планировкой между собой за счёт расположения купе проводника в головной части одного и туалета в средней части другого. В промежуточном вагоне — 41 стандартное место (одно сиденье перед зонной откидных сидений является одиночным) и 12 откидных. У поезда 730ML за счёт отсутствия второй двери с каждой стороны увеличено число стандартных мест в промежуточном вагоне до 46, также сиденья в поезде имеют иную обивку, а 16 из них представляют собой кресла первого класса повышенной комфортности.
Цветовое оформление салонов у поездов ДП3 и 730ML различается. Салон белорусских поездов имеет светлое яркое оформление: стены и потолок вагонов — светло-серые (близкие к белому), пол — светло-серый по центру, тёмно-серый по краям прохода и бледно-голубой в зоне сидений. Сиденья у поезда синие, поручни и окантовка багажных полок — жёлтые, а полупрозрачные перегородки у дверей и межвагонных переходов — светло-зелёные. У литовских поездов 730ML салон оформлен по более тёмной неяркой схеме с оттенками серого: потолок имеет светло-серые и тёмно-серые полосы, стены — тёмно-серые со светло-серой окантовкой окон, пол — светло-серый в зоне прохода и тёмно-серый в зоне сидений. Сами сиденья тёмно-серые с красными узорами, перегородки в зоне дверей и межвагонных переходов — прозрачные.
В центральной части потолка проходят две световые линии светильников. Бо́льшая часть окон салона в поезде сплошные и не имеют форточек, меньшая часть оснащена откидными форточками — у поездов 730M-10 форточками оснащаются крайние окна салона, у 730ML форточки имеют более сложную компоновку. Над окнами имеются багажные полки. Поезд оснащён системой вентиляции и кондиционирования воздуха, расположенной над потолком салона, а также системой отопления, использующей энергию системы охлаждения двигателя. Также дизель-поезд наряду с голосовой системой информирования машинистом об остановках на маршруте оборудован цифровыми мониторами под потолком салона в зоне дверей и электронными табло «бегущая строка», размещёнными в торцах салона над межвагонными переходами по центру и в правой части перед входом в кабину машиниста. В потолочной части также установлены камеры видеонаблюдения, передающие изображения на пульт машиниста для возможности отслеживания обстановки в салоне. В литовских поездах также установлены модули беспроводного интернета и роутеры Wi-Fi.
В головных вагонах входные двери расположены по центру вагона, а в промежуточном — по краям низкопольной части (у 730ML имеются двери только с левой стороны). По бокам от входных зон расположены сплошные стенки, отделяющие входную зону от кресельной и препятствующие уходу тепла в холодное время года при открытии дверей; сплошные стены по бокам переходят затем в более тонкие перегородки — внизу они сплошные, вверху — полупрозрачные стеклопластиковые и имеют вертикальные поручни. Переходы между вагонами герметично изолированы внутренней резиновой гармошкой, суженной в нижней части, и не имеют дверей между салоном и пространством межвагонного перехода, в верхней части перехода по бокам установлены стеклопластиковые панели и поручни.
В поезде установлены два туалетных комплекса вакуумного типа, размещённых в середине салона — широкий в промежуточном вагоне и более узкий в одном из головных. Широкий туалет в промежуточном вагоне приспособлен для пассажиров с ограниченными физическими возможностями, а также оборудован откидным пеленальным столиком для пассажиров с детьми. Рядом с ним расположена зона для размещения инвалидных колясок, велосипедов и другого крупного багажа, напротив находятся откидные сиденья. В головном вагоне без туалета в передней части перед кабиной машиниста имеется небольшое купе проводника или кондуктора с одиночным сиденьем, за счёт занимаемой им площади число мест в этом головном вагоне одинаково с числом мест в вагоне с туалетом.

#### Кабина машиниста
Кабина машиниста рассчитана на управление бригадой в составе двух лиц. С правой стороны кабины расположен пульт управления машиниста и кресло машиниста напротив него, с левой — кресло помощника машиниста. Кресла машиниста и помощника имеют регулируемые спинки, позади них также располагается дополнительное место для машиниста-инструктора. Для обеспечения комфорта локомотивных бригад кабина оснащена системой кондиционирования, вентиляции и отопления. Обогрев кабины осуществляется от наддува тёплого воздуха из подогревателя водяной системы GЗ619 фирмы Konvekta. В кабине имеется холодильник и микроволновая печь.
В передней части имеется прямоугольное выпуклое лобовое стекло, оснащённое электрообогревом для предотвращения обледенения и запотевания стекла в зимнее время года. Для хорошего обзора снаружи стекла установлены дворники и стеклоомыватели, жидкость в которые поступает из бачка системы омывания и очистки стёкол объёмом 10 л, установленного в кабине. Светофильтры лобового и боковых стёкол позволяют регулировать попадание солнечных лучей внутрь кабины и улучшают машинисту обзор при ярком солнце.
Пульт управления машиниста состоит из двух частей — горизонтальной с основными органами управления и переключателями и наклонной с цифровыми информационными дисплеями системы управления и контроля состояния поезда (по центру) и системы видеонаблюдения, а также рядом других переключателей. Пульт оборудован комплексным локомотивным устройством безопасности КЛУБ-У, цифровой поездной радиосвязью стандарта GSM и телемеханической системой контроля бодрствования машиниста ТСКБМ.

## Эксплуатация
Основная информация по приписке и эксплуатации поездов по сериям и номерам по состоянию на конец 2017 года приведена в таблице:
| Модельная серия | Номер в модельной серии | Серия и номер у оператора | Год выпуска | Оператор                    | Депо          | Статус          |
| 730M-10         | 001                     | ДП3-001                   | 2014        | Белорусская железная дорога | ТЧ-12 Могилёв | эксплуатируются |
| 730M-10         | 002                     | ДП3-002                   | 2014        | Белорусская железная дорога | ТЧ-12 Могилёв | эксплуатируются |
| 730M-10         | 003                     | ДП3-003                   | 2014        | Белорусская железная дорога | ТЧ-12 Могилёв | эксплуатируются |
| 731M            | 001                     | ДП3-004                   | 2016        | Белорусская железная дорога | ТЧ-1 Минск    | эксплуатируются |
| 731M            | 002                     | ДП3-005                   | 2016        | Белорусская железная дорога | ТЧ-1 Минск    | эксплуатируются |
| 731M            | 003                     | ДП3-006                   | 2016        | Белорусская железная дорога | ТЧ-1 Минск    | эксплуатируются |
| 731M            | 004                     | ДП3-007                   | 2016        | Белорусская железная дорога | ТЧ-1 Минск    | эксплуатируются |
| 730ML           | 001                     | 730ML-001                 | 2016        | Литовские железные дороги   | Вильнюс       | эксплуатируются |
| 730ML           | 002                     | 730ML-002                 | 2016        | Литовские железные дороги   | Вильнюс       | эксплуатируются |
| 730ML           | 003                     | 730ML-003                 | 2016        | Литовские железные дороги   | Вильнюс       | эксплуатируются |
| 730ML           | 004                     | 730ML-004                 | 2016        | Литовские железные дороги   | Вильнюс       | эксплуатируются |
| 730ML           | 005                     | 730ML-005                 | 2016        | Литовские железные дороги   | Вильнюс       | эксплуатируются |
| 730ML           | 006                     | 730ML-006                 | 2016        | Литовские железные дороги   | Вильнюс       | эксплуатируются |
| 730ML           | 007                     | 730ML-007                 | 2016        | Литовские железные дороги   | Вильнюс       | эксплуатируются |

### 730M-10 и 731M (ДП3)

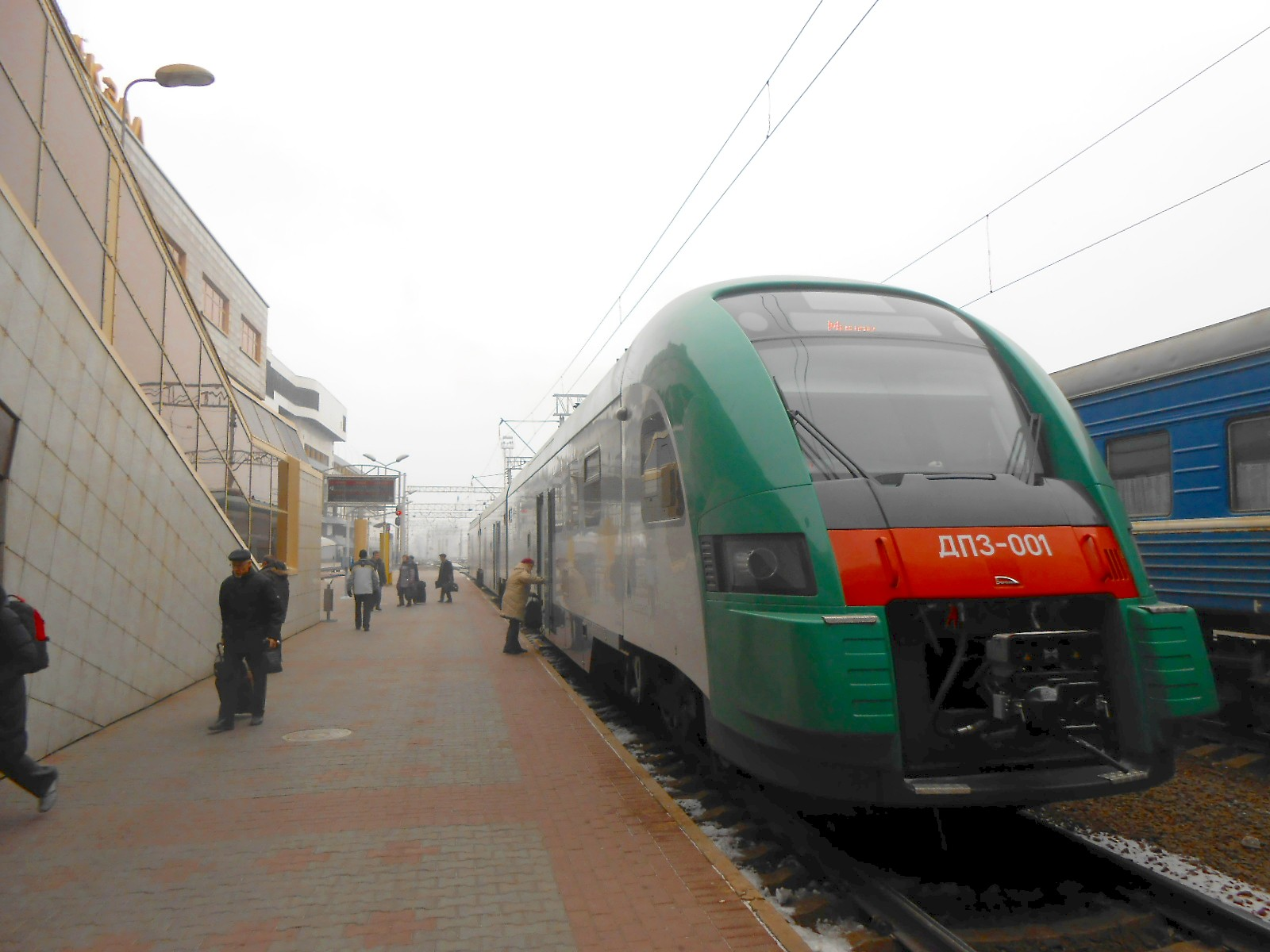
ДП3-001 на вокзале Минск-Пассажирский

На Белорусской железной дороге все этапы по вводу поезда в эксплуатацию, включая проведение сертификационных испытаний и опытной обкатки, были реализованы в запланированные сроки. Испытания нового дизель-поезда осуществлялись предприятием ООО «Балтийский испытательный центр» при участии PESA Bydgoszcz SA и БЧ на территории Польши и на железной дороге в Беларуси. При проведении этих испытаний было проверено и обработано более 250 показателей безопасности. Испытания окончились официальной передачей сертификата соответствия НБ ЖТ ЦТ 01-98 «Дизель-поезда. Нормы безопасности» на трёхвагонные дизель-поезда ДП3.
Первые три дизель-поезда 730M (ДП3) проходили обкатку в депо Могилёв (ТЧ-12), а затем были переданы в депо Минск (ТЧ-1) Белорусской железной дороги. С 1 мая 2014 года два поезда начали курсировать на международном маршруте Минск-Пассажирский — Вильнюс с двухминутными остановками Молодечно и Гудогай (рейс № 805/806, время в пути — 2 часа 30 минут) как в одиночном режиме (три вагона), так и в сдвоенном режиме по системе многих единиц (шесть вагонов).
С 7 ноября 2014 года ещё один дизель-поезд начал курсировать на пригородном экспрессном маршруте Минск-Пассажирский — Смолевичи — Национальный аэропорт «Минск» с частотой пять пар поездов в сутки, время поездки составляло около 1 часа. Однако с 7 апреля 2017 в связи со строительством новой взлётно-посадочной полосы, которая должна будет перерезать железнодорожную ветку, маршрут поезда был отменён на неопределённый срок.
В 2016 году четыре новых поезда 731M также поступили в депо Минск и заменили три ранее выпущенных поезда на маршруте Минск — Вильнюс. При этом поезд 005 продолжал проходить обкатку. Три первых поезда же в конце года были переданы в депо Могилёв и с 11 декабря 2016 года стали эксплуатироваться на маршрутах Могилёв — Гомель (рейс № 720/719) и Могилёв — Витебск — Полоцк (рейс № 705/706) как региональные экспрессы бизнес-класса.

### 730ML
Первый поезд 730ML-001 был доставлен 15 февраля 2016 года, в тот же день состоялась его презентация на маршруте Вильнюс — Клайпеда, а регулярная эксплуатация началась с 9 июня того же года.
Дизель-поезда 730ML поступили в депо Вильнюс Литовских железных дорог и с 9 июня 2016 года начали эксплуатацию на маршруте Вильнюс — Клайпеда. Время в пути составило 3 часа 45 минут. Часть поездов эксплуатируется в сдвоенном режиме по системе многих единиц. Таким образом, на станции Вильнюс в Литве можно встретить обе модели поездов.